# Wilbur Cush
Wilbur William Cush (Lurgen, 10 giugno 1928 – 28 luglio 1981) è stato un calciatore nordirlandese, di ruolo centrocampista.

## Palmarès

### Club

#### Competizioni nazionali
- Campionato nordirlandese: 2

Glenavon: 1951-1952, 1956-1957
- Irish Cup: 1

Glenavon: 1956-1957
- Gold Cup (Irlanda del Nord): 2

Glenavon: 1954-1955, 1956-1957
- Ulster Cup: 1

Glenavon: 1954-1955